# Marcel Franckson (1884 - 1945)
Pour les articles homonymes, voir Franckson.
Marcel Franckson né à Bressoux le 8 juillet 1884 et mort à Buchenwald le 7 janvier 1945 est un résistant et militant wallon.

## Éléments biographiques
Ingénieur des mines et électricien, diplômé de l'École polytechnique de l'université de Liège, il fut ingénieur en chef à la SNCB.
Épris de liberté et défenseur de la démocratie, il milita, entre autres, pour la défense de Francisco Ferrer, qui fut condamné injustement et fusillé par le gouvernement espagnol en 1909 (un courrier entre les deux hommes est conservé dans les archives de l'Université Libre de Bruxelles).
Lors de la Première Guerre mondiale, il fut, en 1914, aide de camp du Général Leman qui dirigeait les forts de Liège. Suivant les ordres du général Leman, il réussit à échapper à l'étreinte allemande, à bord d'une locomotive, en emportant avec lui des documents secrets, avant que ces forts ne tombent aux mains de l'ennemi.
Ensuite, ayant eu maille à partir avec l'occupant allemand, il s'évada la nuit de Noël 1914, pour gagner les Pays-Bas, puis la France .
Le gouvernement belge en exil au Havre (Occupation allemande de la Belgique pendant la Première Guerre mondiale) l'affecta à des entreprises d'armement en Angleterre puis en France. Il résida à Paris avec sa famille, pendant la durée de la guerre ,. 
Au printemps 1918, il incorpora l'équipe chargée de la remise en état du réseau ferroviaire belge qui était gravement endommagé par la canonnade de l'offensive libératrice des Alliés, et surtout par les destructions opérées par les Allemands en retraite . 
Après l'armistice de 1918, il s'installa à Bruxelles et poursuivi sa carrière de haut fonctionnaire à la SNCB .
Il fut durant de longues années le président de l'Association wallonne du personnel de l’État et des services publics (AWPE).
Il était libéral, siégea à l'Assemblée wallonne mais fut sollicité dès sa création par la Concentration wallonne. Il fut chef de cabinet de François Bovesse lorsque celui-ci devint ministre des PTT en 1931-1932.
En 1940, à la suite de l'occupation de la Belgique par les Allemands, il se lança dans la Résistance dès les débuts et fut membre fondateur du Comité de surveillance de Bruxelles. Ses deux fils, Renaud et J.R Marcel furent associés dès le début à ses activités de résistant .
Il fit partie d'un groupe de résistance qui porta son nom, responsable, notamment, d'un attentat à la bombe contre un local du VNV à Bruxelles et de sabotages d'installations militaires dans la forêt de Soignes. 
En octobre 1943, il devint conseiller d'organisation du Front de l'Indépendance-Namur (FIN). Son nom de guerre était Nestor .
Il rallia ce mouvement au Service Hotton, dont il devint chef de la Région II ,.
Son groupe (Groupe D du Service de Sabotage Hotton) organisa également le maquis du Brûly-de-Pesche . 
Arrêté par les Allemands le 27 mai 1944 à Seron à la suite d'une trahison dans son propre réseau, torturé à Breendonk, puis déporté à Buchenwald, il y meurt épuisé le 7 janvier 1945 ,.

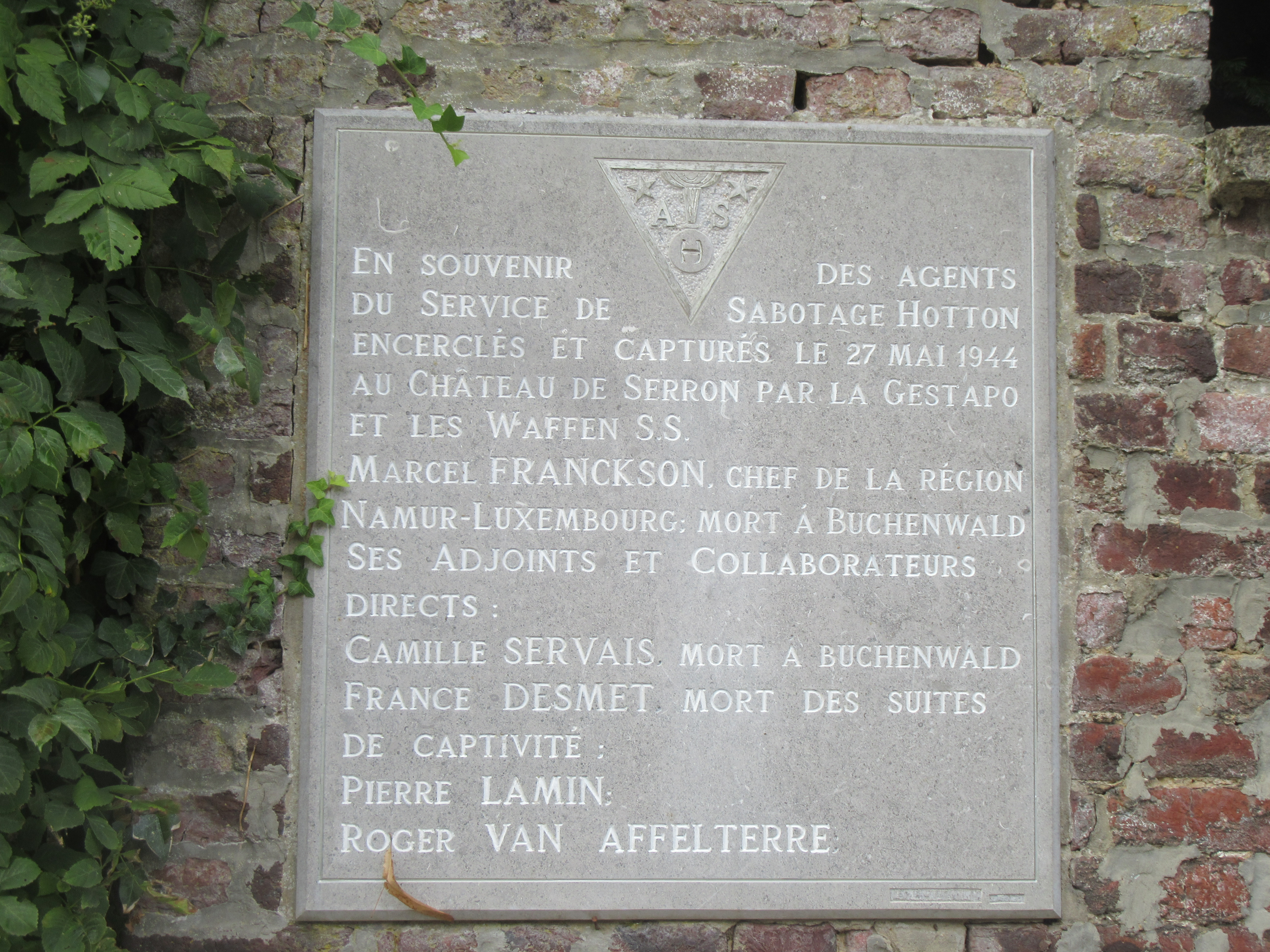
Plaque commémorative du service de sabotage Hotton 27 mai 1944 à Seron, 111 rue de Branchon